# Stardew Valley
Stardew Valley är ett Indiespel inom genren simulator-rollspel, som är skapat av Eric "ConcernedApe" Barone och publicerades av Chucklefish. Spelet släpptes för Microsoft Windows i februari 2016, en version till OS X, Linux, Playstation 4 och Xbox One släpptes senare samma år. En Nintendo Switch-version släpptes i oktober 2017.
I Stardew Valley, så tar spelaren rollen som en karaktär som vill komma ifrån kontorsjobbet och tar över sin farfars/morfars förfallna bondgård. 